# Pedro de Vera

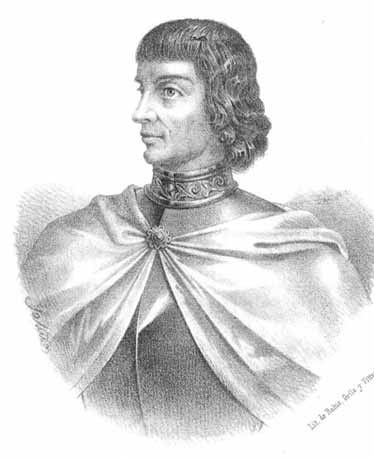
Portrait Pedro de Vera (1868)

Pedro de Vera (n. 1430, Jerez de la Frontera, Andaluzia, Spania – d. iulie 1505, Jerez de la Frontera, Andaluzia, Spania) a fost un comandant spaniol care a participat la cucerirea Insulelor Canare și care a debarcat în 1488 în insula La Gomera pentru a sufoca răscoala lui Hautacuperche, razboinic care a condus numita răscoală a gomerilor din 1488, cât și să răzbune moartea lui Hernan Peraza, pedepsind insula datorită răscoalei. A supus insula și a transformat în sclavi pe razboinicii supraviețuitori.

## Legături externe
- Documentos y bibliografía histórica sobre Canarias